# Bergtjärnen (Nederkalix socken, Norrbotten, 734655-182833)
Bergtjärnen är en sjö i Kalix kommun i Norrbotten och ingår i Sangisälvens huvudavrinningsområde.